# Dac Lac
Dac Lac ou Dak Lak (vietnamita: Đắk Lắk) é uma província do Vietnã.
Até 25 de novembro de 2003, Dac Lac possuía 19.599,5 km². A partir desta data, a província foi desmembrada com a criação da província de Dak Nong.